# Distrito de las Islas
El Distrito Islas (en chino tradicional, 離島區; pinyin, Lídǎo qū, literalmente: islas aisladas, en inglés: Islands District). es uno de los 18 distritos de la ciudad de Hong Kong, República Popular China. Establecido en 1993. Su área es de 175 kilómetros cuadrados (16% de toda la ciudad) siendo el más grande y su población es de 147 327 (2% de toda la ciudad) siendo el menos poblado, lo cual su densidad de población de 783 por km².
En la zona hay una península de 263 islas, sin embargo, el distrito incluye solamente la periferia islas al sur y al sur-oeste,más de 20.
El Aeropuerto Internacional de Hong Kong se encuentra en este distrito.

## Algunas islas del distrito
- Chek Lap Kok
- Cheung Chau
- Hei Ling Chau
- Isla Lamma
- Isla Lantau
- Peng Chau
- Islas Po Toi
- Po Toi
- Isla Waglan
- Islas Soko
- Tai A Chau